# O嬢の物語 (映画)
O嬢の物語（オーじょうのものがたり、原題：Histoire d'O）は、1975年のフランス映画。
ポーリーヌ・レアージュのポルノグラフィー文学として名高い、SM文学小説の傑作『O嬢の物語』をジュスト・ジャカン監督が映画化した作品。主演はヒロインの“O”嬢役にモデル出身のコリンヌ・クレリーが扮している。共演は当時はまだ美青年俳優で売っていたウド・キアがＯ嬢の恋人役で、城館での倒錯の世界に導くルネに扮している。なお、この映画の続編的映画に『O嬢の物語・第二章』があるが、スタッフ・キャストが総入れ替えであるのに加え、原作に無いエピソードを中心とした内容であり、関連性は極めて薄い。レズシーンや全裸の男女のセックスシーンもあるが、やはり、コリンヌ・クレリーが全裸になり、着衣の男とからむCMNFシーンが目立つ。

## あらすじ
ヒロインOが、恋人のルネと、ロワッシー館に入る。そこで、Oは全裸になり皮手錠と首輪をはめられ、着衣の男の愛撫を受けて鞭を打たれる。ルネはただ見守るだけだった。あるときはピエールという男に鞭打たれる。全裸のままのOが紅茶を飲んでいる最中に、ルネと一緒に見知らぬ男がやってきて、3人でCMNF状態となりからみ合う。数週間が過ぎた。アパルトマンに戻り、新生活を始める。ある時は、ルネの命令で紅茶を用意して全裸で迎えることもあった。
ステファン卿に紹介されたOはその後、ルネの命令に従い、ステファン卿に身をゆだねることとなった。

## キャスト
- コリンヌ・クレリー（O嬢）
- ウド・キア（ルネ）
- アンソニー・スティール（フランス語版）（ステファン卿）
- ジャン・ギャヴァン（フランス語版）（ピエール）
- クリスチアーヌ・ミナッツォリ（フランス語版）
- マルティーヌ・ケリー（フランス語版）
- リ・セルグリーン
- アラン・ヌーリー（フランス語版）

## 製作
ジュスト・ジャカン監督は、本作撮影中の1975年春に、日本のマスメディアのインタビューに答え（原文ママ）、「『O嬢物語』は、フランスのエロ文学の代表といわれていまして、10年前この原作に接して非常に現代的な愛の物語に惹かれ、自分が監督になったら、と以前から暖めていた作品です。『エマニエル夫人』は、大変リアルにそして、美的に撮ったつもりですが、『O嬢物語』は、それ以上、数倍美しいものになっています。だって南仏のユゼスの付近とパリ近郊の7つのシャトーで撮影されたんだから。背景がまず美しい。それに衣装はタン・ジュディセリ（ミク・マックのスタイリスト）が担当しているしね。おかげで『O嬢物語』の予算は200万ドルでした。『エマニエル夫人』の4倍です。世間では『エマニエル夫人』の続編の（監督依頼を）なぜ断ったかとよく聞かれますが、ストーリーが気にいらなかったからです。僕はエロ映画の専門家じゃありませんからね。本当に自分が撮りたいエロチックな映画は、この『O嬢物語』だけだと思います」などと話した。『エマニエル夫人』のシルビア・クリステルの起用は、有名俳優にみな断られたため、仕方なく知人のシルビアを起用したというが、本作は最初から新人を主役で使うと企図したという。
コリンヌ・クレリーは1975年、映画興行主だった2人目の夫ルカ・バレリオの兄弟のつてにより、本作のオーディションに参加。候補者300人の中から、ジャカン監督が選び、主人公O嬢を演じ、女優デビューした。合格当時は既に25歳で、前夫との間に生まれた6歳になる息子がいた。
撮影はフランスの、トゥールから50キロ離れたロワール河畔に11世紀に建てられたエゼの城を中心に、複数の城等で、1975年3月から行われた。製作費6億円は城の改修とコスチューム代に3分の2近くを費やした。